# All for You (album Annihilatora)
All for You – dziesiąty album studyjny kanadyjskiej grupy muzycznej Annihilator. Wydawnictwo ukazało się 22 maja 2004 roku nakładem wytwórni muzycznej AFM Records.
W ramach promocji do utworu "All for You" został zrealizowany teledysk.

## Lista utworów
Opracowano na podstawie materiału źródłowego.
Muzyka i słowa: Jeff Waters.
1. "All for You" - 04:29
2. "Dr. Psycho" - 07:03
3. "Demon Dance" - 05:12
4. "The One" - 04:35
5. "Bled" - 06:20
6. "Both of Me" - 08:08
7. "Rage Absolute" - 04:46
8. "Holding On" - 04:06
9. "The Nightmare Factory" - 05:40
10. "The Sound of Horror" - 07:40

## Twórcy
Opracowano na podstawie materiału źródłowego.
- Dave Padden – wokal prowadzący
- Jeff Waters – gitara rytmiczna, gitara prowadząca, gitara basowa, produkcja muzyczna
- Mike Mangini – perkusja

## Wydania
| Rok  | Nr katalogowy | Format                   | Wytwórnia   | Region | Źródło |
| ---- | ------------- | ------------------------ | ----------- | ------ | ------ |
| 2004 | AFM 081-2     | CD, Album                | AFM Records | Europa | [ 5 ]  |
| 2004 | AFM 081-9     | CD, Album, Enh, Ltd, Dig | AFM Records | Niemcy | [ 5 ]  |